# 魏廷臯
魏廷臯（1727年—？年），字號不詳，直隸省趙州直隸州栢鄉縣（今屬河北省邢台市）人，清朝政治人物。

## 生平
乾隆二十五年（1760年）庚辰恩科順天鄉試舉人。
乾隆三十一年（1766年）丙戌科第三甲第八十三名同進士出身。候選知縣。
四十三年（1778年）六月，籤分雲南楚雄府廣通縣知縣。
四十四年（1779年）七月，雲貴總督李侍堯奏請將魏廷臯改分教職。